# Platylabus amoenus
Platylabus amoenus là một loài tò vò trong họ Ichneumonidae.